# Phare de Hoek van 't IJ
Le phare de Hoek van 't IJ est un phare actif situé à l'est de Durgerdam sur la commune d'Amsterdam, province de Hollande-Septentrionale aux Pays-Bas.
Il est géré par le Rijkswaterstaat, l'organisation nationale de l'eau des Pays-Bas.
Il est classé monument national en 1981 par l'Agence du patrimoine culturel des Pays-Bas. Le site est Patrimoine mondial de l'UNESCO.

## Histoire
La tour primitive a été construite en 1700-1701, en même temps que le phare De Ven et celui de Marken. Ces trois phares marquaient le trajet entre la mer des Wadden et Amsterdam sur la rive de l'IJsselmeer. De ces trois tours, seul De Ven est encore en service, les deux autres ont été remplacés au 19e siècle par des tours en fonte. Ces trois phares ont bénéficié d'une invention de luminaire de Jan van der Heyden déjà utilisé à Amsterdam. Le père et le fils Van der Heyden ont fourni le matériel pour les trois phares.
Le phare actuel, mis en service en 1893, est situé à environ un kilomètre à l’est de Durgerdam, sur le Vuurtoreneiland, île dans l’IJmeer, dans la réserve naturelle d'IJdoorn de la Natuurmonumenten, située à l’extérieur de la digue au sud-est d’Uitdammerdijk.
En 1809, un poste militaire fut établi sur l'île, qui en 1844 devint une véritable fortification incluse dans la Ligne de défense d'Amsterdam en 1883.
L'île a été reliée au continent en 1996 par un pont. En 2001, le signal de brouillard a été désactivé. La lumière dans le phare a été éteinte en 2003 , après le départ à la retraite du dernier gardien de phare. Le feu est de nouveau opérationnel depuis 2005. L’île appartient à l’État et est gérée par l'Office des forêts.

## Description
Ce phare est une tour métallique de forme conique à jambages et à claire-voie de 5 étages, avec une galerie et une lanterne de 19,5 m de haut, avec le dernier étage fermé. Le local et la lanterne sont peintes en blanc et la lanterne à un dôme en cuivre. Son feu à occultations émet, à une hauteur focale de 18 m, un éclat blanc et rouge selon secteurs de 3 secondes par période de 5 secondes. Sa portée est de 14 milles nautiques (environ 26 km) pour le feu blanc et 11 milles nautiques (environ 20 km) pour le feu rouge.

Identifiant : ARLHS : NET-010 ; NL-1710 - Amirauté : B0835 - NGA : 114-.... .

## Caractéristique dufeu maritime
Fréquence : 5 secondes (WR)
- Lumière : 3 secondes
- Obscurité : 2 secondes

|           |
| Durgerdam |

|          |
| Le phare |

### Lien connexe
- Liste des phares des Pays-Bas